# 2008-as magyar labdarúgó-szuperkupa
A 2008-as magyar labdarúgó-szuperkupa a szuperkupa 11. kiírása volt, amely az előző szezon első osztályú bajnokságának és a magyar kupa győztesének évenkénti mérkőzése. A találkozót 2008. július 20-án az MTK Budapest és a Debreceni VSC játszotta.
A trófeát a budapesti csapat hódította el, ezzel ők lettek a magyar szuperkupa tizenegyedik kiírásának a győztesei. Az MTK története során másodszorra nyerte meg a szuperkupát.
A mérkőzést, a két csapat megállapodása alapján, a debreceni Oláh Gábor utcai stadionban rendezték meg. 2003 után dőlt el újra egy találkozón a kupa sorsa.

## Résztvevők
A mérkőzés két résztvevője az MTK Budapest és a Debreceni VSC volt. Az MTK 2008-ban megszerezte a huszonharmadik bajnoki címét, míg a debreceniek harmadik magyar kupa sikerüket aratták, a Budapest Honvéd elleni kétmérkőzéses fináléban.

## A mérkőzés
| 2008. július 20. 20:00 |

| MTK Budapest                          | 0–0                  | Debreceni VSC                                             |
| ------------------------------------- | -------------------- | --------------------------------------------------------- |
| Nagy G. 45' Lambulić 94'              | (0–0) ] Jegyzőkönyv] | Komlósi 22' Szakály 40' Huszák 64' Kiss 114' Kerekes 117' |
| Büntetőpárbaj                         |                      |                                                           |
| Lambulić Horváth Pátkai Pollák Zsidai | 3–2                  | Takács Huszák Leandro Rudolf Kerekes                      |

| Oláh Gábor utca, Debrecen Nézőszám: 5 000 Játékvezető: Bede Ferenc (magyar) |

| MTK BUDAPEST: |    |                    |                 |
|               |    |                    |                 |
| K             | 1  | Végh Zoltán        |                 |
| V             | 15 | Horváth Levente    |                 |
| V             | 20 | Mladen Lambulić    | 94'             |
| V             | 27 | Pintér Ádám        |                 |
| V             | 24 | Pollák Zoltán      |                 |
| KP            | 16 | Nagy Gábor         | 45' a szünetben |
| KP            | 17 | Zsidai László      |                 |
| KP            | 2  | Pátkai Máté        |                 |
| KP            | 6  | Szabó Ádám         | 74'             |
| KP            | 21 | Bori Gábor         |                 |
| CS            | 28 | Urbán Gábor        | 99'             |
| Cserék:       |    |                    |                 |
| K             | 29 | Szatmári Zoltán    |                 |
| V             | 22 | Rodenbücher István |                 |
| V             | 23 | Marko Radulović    |                 |
| KP            | 7  | Kulcsár Tamás      | 99'             |
| KP            | 8  | Kecskés Tamás      | 74'             |
| CS            | 9  | Pál András         | a szünetben     |
| CS            | 13 | Hrepka Ádám        |                 |
| Edző:         |    |                    |                 |
| Garami József |    |                    |                 |

| DEBRECENI VSC: |    |                      |                  |
|                |    |                      |                  |
| K              | 24 | Csernyánszki Norbert |                  |
| V              | 28 | Nagy Zoltán          | 77'              |
| V              | 2  | Szűcs István         |                  |
| V              | 16 | Komlósi Ádám         | 22'              |
| V              | 6  | Takács Zoltán        |                  |
| KP             | 30 | Kiss Zoltán          | 114'             |
| KP             | 88 | Huszák Tamás         | 64'              |
| KP             | 4  | Leandro de Almeida   |                  |
| KP             | 55 | Szakály Péter        | 40' a szünetben  |
| CS             | 14 | Rudolf Gergely       |                  |
| CS             | 10 | Igor Bogdanović      | a szünetben      |
| Cserék:        |    |                      |                  |
| K              | 87 | Verpecz István       |                  |
| V              | 3  | Szatmári Csaba       |                  |
| V              | 13 | Bíró Péter           | 77'              |
| KP             | 7  | Dombi Tibor          |                  |
| KP             | 77 | Czvitkovics Péter    | a szünetben      |
| KP             | 83 | Varga Zoltán         |                  |
| CS             | 8  | Kerekes Zsombor      | a szünetben 117' |
| Edző:          |    |                      |                  |
| Herczeg András |    |                      |                  |

## Lásd még
- 2007–2008-as magyar labdarúgó-bajnokság (első osztály)